# Râul Jugălia
Râul Jugălia este un curs de apă, afluent al râului Oltișor. 